# Barbus trevelyani
Barbus trevelyani е вид лъчеперка от семейство Шаранови (Cyprinidae). Видът е застрашен от изчезване.

## Разпространение
Разпространен е в Южна Африка (Източен Кейп).

## Описание
На дължина достигат до 9,5 cm.